# Костел Святої Трійці (Соколівка)
Костел Святої Трійці розміщений у селі Соколівка (давніше — містечко Сенява) Жидачівського району Львівської області. З незрозумілих причин більш ніж 400-річна будівля костелу з оборонними фортифікаціями не занесена до жодних списків пам'яток архітектури.

## Історія

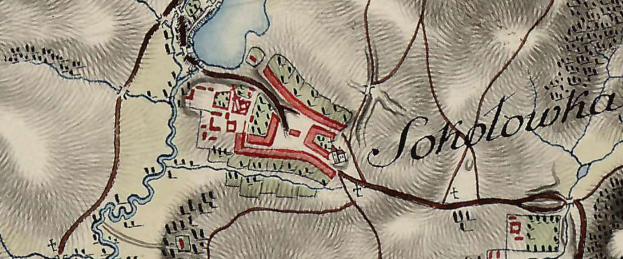
Костел, кам'яні оборонні мури та село на австрійській мапі фон Міга XVIII століття. Видно костел, плебанію і будівлі навколо костелу та кам'яні мури навколо села.

Перша згадка села Соколівка (Сенява) походить з привілею короля Владислава II Ягайла. Перша згадка католицької парафії зафіксована лише 1593, а формальна фундація парафії настала 2 березня 1594 згідно фундаційного акту доньок власника міста Олександра Сенявського — Анни, вдови Станіслава Стадницького, і Софії, вдови Яна Олесницького. На той час у Соколівці існувала плебанія, де жив плебан о. Михайло Монторс з Бжози. Задля забезпечення костелу перед потенційними дідичами-протестантами його передали під опіку капітулу львівського Латинськогго собору. Лише 1812 це право перебрав власник Соколівки Станіслав Мрозовіцький.
Парафія належала до Рогатинського деканату, з 1787 до ХХ ст. до Свірзького. До парафії належали три села — Баківці, Репехів, Трибоківці. Наприкінці ХІХ ст. до парафії належали 17 селищ. Парафіяльний шпиталь на 1765 у візитації було окреслено мізерним. Вперше 1819 року в парафії було зафіксовано існування братства Святої Трійці.
Час будівництва парафіяльного костелу достовірно невідомий. У фундаційному акті парафії 1594 говорилось, що фундація пов'язана з наміром завершити спорядження костелу у Сеняві, який стоїть без відповідних дозволів. Його спорудження могло було пов'язаним із наданням селищу 1558 міського права, а місту належало мати магістрат, фортифікації, храм. У 1600 львівський латинський архієпископ Ян Димітр Соліковський (1539—1603) писав, що сенявський костел був розпочатий з фундації сяноцької каштелянші Анни Стадницької з Сенявських, на якій завершилась приналежність міста до родини Сенявських. Після її смерті будівництво продовжив новий власник міста белзький воєвода Станіслав Влодек. Чудовий костел (egregia) мали завершити в рік написання звіту архієпископа. Святиню консекрував архієпископ Ян Замойський. У візитаціях кінця XVIII—XIX ст. зазначалось, що крім о. Михайла Монторса з Бжози до оздоблення і завершення костелу спричинився о. Каспер Вільжинський.
Про оборонні споруди Соколівки не збереглось жодних даних. У північно-західній стороні селища збереглись сліди валів оборонного двору. Найпотужнішим укріпленням містечка був мурований костел Св. Трійці, обведений оборонним муром з чотирма кутовими вежами і двоярусною надбрамною. Початковий кам'яний мур був замінений цегляним з бійницями. Достовірно час спорудження, перебудови оборонного поясу костелу невідомий. Костел був спалений 1648 року козаками.
Перший опис костелу походить з акту візитації архієпископа Миколая Вижицького. Було занотовано наявність 4 вівтарів — головного Матері Божої, бічних Прсв. Трійці, Св. Антонія, св. Станіслава. У візитації 1761 рогатинського декана о. Бенедикта Хмельовського зазначені патрони костелу Св. Станіслав, св. Анна, св. Софія. У візитації 1765 до них додали св. Ядвіґу, св. Феліціан, св. Никанор, св. Колумба. Зате серед 4 вівтарів появився у нефі вівтар св. Миколая. У костелі було 24 орнати, 10 капп, багато срібного літургічного начиння. Образ Матері Божої покривала вроцлавська срібна шата фундації подружжя Мрозовицьких — Адама і Єви з Пузин.
Під час генеральної візитації 1774 архієпископ Вацлав Сєраковський наново освятив костел. На цей час після поділу Речі Посполитої Галичина потрапила до імперії Габсбургів, де в ході церковних реформ декілька разів проводили конфіскацію церковного срібла. Для цього 1785 було описано церковне срібло у костелі. Під час повторної конфіскації у Бережанський округ (циркул) 1810 отримав 9 фунтів 10 лотів срібла у 40 злитках. Частину речей вдалось викупити плебану о. Францішку Сєраковському. Разом з тим з костелу усунули вівтар св. Миколи. При візитації 1819 архієпископа Анджея Анквіча зазначено покриття образу Матері Божої дерев'яною шатою та доволі гарне оздоблення костелу, вівтарів. Одночасно не перечислено жодної срібної речі, оздоби. Літургійне начиння було посрібленим, мідним чи латунним. Належало відремонтувати мури, вікна, двері, орган, замінити літургічні речі. Деканська візитація 1828 відзначила встановлення пам'ятної дошки губернатору коронного краю Францу фон Гауеру. На ХІХ ст. Соколівка втратила статус міста, що вплинуло на стан костелу.
Під час Першої світової війни у костелі реквізували 1916 дзвони 1815 року вагою 162 кг та 62 кг. У міжвоєнний час стан парафії, костелу був доволі жалісний, через що архієпископ Болеслав Твардовський подарував 3 орнати, каппу, літургічний келих. Під час Другої світової війни 1 березня 1944 плебан о. Ян Ясінський перебрався до Бібрки. 6 березня загін УПА підпалив захристя костелу.
В СРСР костел був закритий і перетворений на гараж сільгосптехніки, яку утримували на колишньому цвинтарі костелу. Захристя перетворили на склад мінеральних добрив. На початку 1990-х років з розпуском колгоспу костел був покинутий. Через несправний дах відбулось значне замокання склепіння нефу. На початку 2000-х років склепіння нефу завалилось разом з дахом. Знащена значна частина даху над пресбітерієм, склепіння якого також загрожує обвалом. Стіни біля вежі вкриті великими тріщинами, що загрожує існуванню будівлі як такої.

### Опис костелу
Орієнтований костел вимурували з каміння і цегли. Він складається з двопряслового нефу і однопряслового пресбітерія з тригранною апсидою. Від фасаду над притвором зведена висока квадратна вежа, з лівої сторони якої перед нефом розміщено гвинтові сходи у круглій прибудові. Зовні стіни костелу посилено двоступеневими контрфорсами. З двох сторін прясла пресбітерія розміщено прямокутні будівлі захристя, ризниці. Вежу покрито високим наметовим дахом, а костел покривав двосхилий з сигнатуркою понад нефом. Колишнє покриття дахів з червоної черепиці завалилось і у 1980-х було замінено бляшаним. Неф перекривало бочарне склепіння з люнетами, фальшивими ребрами з тинку, у пресбітерії хрестове з ребрами. Інтер'єр костелу покривали геометричні розписи початку ХХ ст. Через замокання стін значна частина тинку з розписами втрачена. Частина колишнього спорядження костелу була перенесена до інших храмів. Розп'яття знаходиться у церкві Соколівки, конфесіонали, дрібні речі у костелах Ходорова, Бібрки. Дві фігури перебувають у збірці Львівської галереї мистецтв.
Втрачена значна частина оборонного муру, розібраного на будівельний матеріал.